# Міжнародний аеропорт Івато
Міжнародний аеропорт Івато (IATA: TNR, ICAO: FMMI) — головний міжнародний аеропорт, що обслуговує Антананаріву (столицю Мадагаскару) і розташований за 16 км на північний захід від центру міста. Аеропорт Івато є головним центром авіакомпанії Air Madagascar і розташований в комуні Івато.